# Prundu Bârgăului

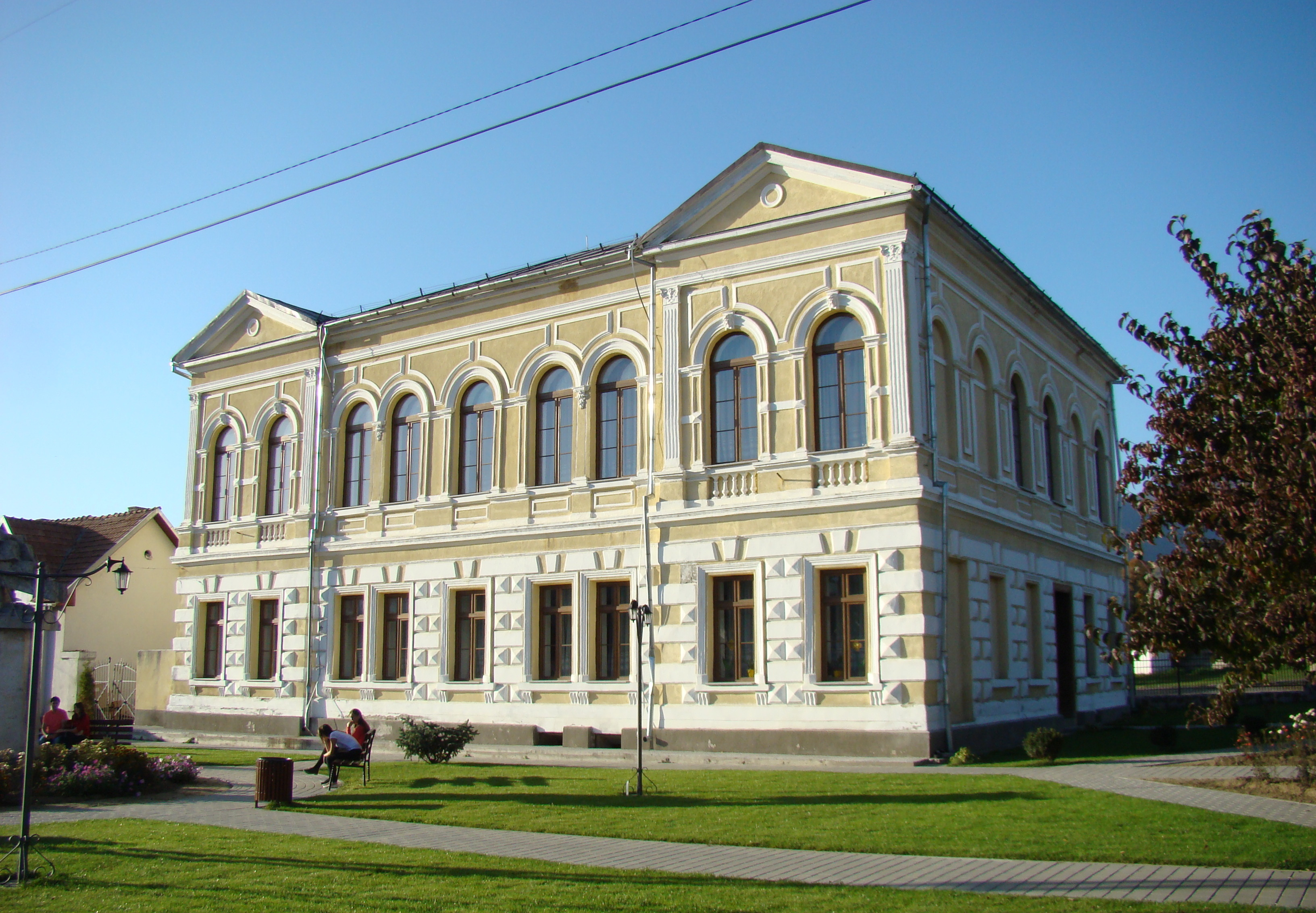
Schule in Prundu Bârgăului

Prundu Bârgăului (deutsch Burgau, ungarisch Borgóprund) ist eine Gemeinde im Kreis Bistrița-Năsăud in Rumänien. Sie besteht aus zwei Dörfern, Prundu Bârgăului und Susenii Bârgăului (Felsőborgó).

## Geschichte
Obwohl die Informationen über die ferne Vergangenheit des Bârgău-Tals spärlich und bruchstückhaft sind, zeigen die archäologischen Funde, dass das Tal seit dem Ende der Jungsteinzeit oder dem Beginn der Bronzezeit bewohnt war.
Im 13. und frühen 14. Jahrhundert versuchte die ungarische Krone, nachdem sie Siebenbürgen als Vasallen-Woiwodschaft erobert und organisiert hatte, auch die Bergtäler Siebenbürgens zu kontrollieren. Die Region von Bârgău ist zum ersten Mal im Zusammenhang mit diesen Versuchen bezeugt. Die erste urkundliche Erwähnung von Bârgău, die unter dem Namen Borgo erscheint, stammt aus dem Jahr 1317.

## Bevölkerung
In der Gemeinde leben nahezu ausschließlich Rumänen. Bei der Volkszählung von 2011 hatte der Ort 5633 Einwohner, davon waren 2761 Männer und 2872 Frauen. 99,6 % der Einwohner gehören der Ethnie der Rumänen an.